# J・アレキサンダー (モデル)
J・アレキサンダー（J. Alexander、 出生名：Alexander Jenkins、1958年4月12日 - ）はアメリカ合衆国のモデル。
サウス・ブロンクス地区出身で現在はフランスのパリに住んでいる
。
America's Next Top Modelにランウェイコーチ/審査員として出演したことでよく知られている。
ゲイであることを公表している。